# Романов, Александр Александрович (посол)
Алекса́ндр Алекса́ндрович Рома́нов (род. 29 ноября 1950) — российский дипломат. Чрезвычайный и полномочный посол (2008).

## Биография
Окончил МГИМО в 1973 году. Работал в аппарате МИД СССР и МИД России, в дипломатических представительствах за рубежом.
- В 1990—1996 годах — советник Посольства СССР/Российской Федерации во Французской Республике.
- В 1999—2001 годах — заместитель директора Департамента кадров МИД России.
- С 15 августа 2001 по 21 апреля 2006 года — чрезвычайный и полномочный посол Российской Федерации в Республике Сенегал и Республике Гамбия по совместительству[1][2][3].
- С 21 апреля 2006 по 19 ноября 2009 года — директор Департамента Секретариата министра МИД России.
- С 19 ноября 2009 по 16 июня 2016 года — чрезвычайный и полномочный посол Российской Федерации в Королевстве Бельгия[4][5].

## Награды
- Орден Дружбы (21 декабря 2013) — за большой вклад в реализацию внешнеполитического курса Российской Федерации, заслуги в научно-педагогической деятельности и многолетнюю добросовестную работу[6]

## Дипломатический ранг
- Чрезвычайный и полномочный посланник 2 класса (11 марта 2001)[7]
- Чрезвычайный и полномочный посланник 1 класса (10 февраля 2004)[8]
- Чрезвычайный и полномочный посол (11 февраля 2008)[9]